# Luật sở hữu trí tuệ Việt Nam
Luật sở hữu trí tuệ Việt Nam, được Quốc hội Việt Nam khóa XI trong kỳ họp thứ 8 thông qua ngày 29 tháng 11 năm 2005 và có hiệu lực vào ngày 1 tháng 7 năm 2006, là luật quy định về quyền tác giả, quyền liên quan đến quyền tác giả, quyền sở hữu công nghiệp, quyền đối với giống cây trồng và việc bảo hộ các quyền đó.
1. Quyền sở hữu trí tuệ: quyền của tổ chức, cá nhân đối với tài sản trí tuệ, bao gồm quyền tác giả và quyền liên quan đến quyền tác giả, quyền sở hữu công nghiệp và quyền đối với giống cây trồng
2. Quyền tác giả: quyền của tổ chức, cá nhân đối với tác phẩm do mình sáng tạo ra hoặc sở hữu
3. Quyền liên quan đến quyền tác giả: quyền của tổ chức, cá nhân đối với cuộc biểu diễn, bản ghi âm, ghi hình, chương trình phát sóng, tín hiệu vệ tinh mang chương trình được mã hóa
4. Quyền sở hữu công nghiệp: quyền của tổ chức, cá nhân đối với sáng chế, kiểu dáng công nghiệp, thiết kế bố trí mạch tích hợp bán dẫn, nhãn hiệu, tên thương mại, chỉ dẫn địa lý, bí mật kinh doanh do mình sáng tạo ra hoặc sở hữu và quyền chống cạnh tranh không lành mạnh
5. Quyền đối với giống cây trồng: quyền của tổ chức, cá nhân đối với giống cây trồng mới do mình chọn tạo hoặc phát hiện và phát triển hoặc được hưởng quyền sở hữu
6. Tên thương mại: tên gọi của tổ chức, cá nhân dùng trong hoạt động kinh doanh để phân biệt chủ thể kinh doanh mang tên gọi đó với chủ thể kinh doanh khác trong cùng lĩnh vực và khu vực